# Claudio Burlando
Claudio Burlando (nacido en Génova , 27 de abril de 1954) es un político italiano. Miembro del Partido Demócrata , ex DS , ocupa el cargo de expresidente del Consejo Regional de Liguria.

## Biografía
Después de graduarse en ingeniería electrónica , en los años ochenta trabajó como investigador para la Elsag-Bailey.
Se interesó en la política desde una edad temprana , la adhesión a la PCI con el que ha dado los primeros pasos en la política y ha ocupado el primer cargo público , convirtiéndose en secretario de la federación genovés Partido 1989-1990 .
Más tarde se unió el PDS, con las que fue elegido para el Parlamento y ha servido como gerente nacional de Administración Local (1994-1996) y la DS , de la que fue economista jefe 1998-2000 .
El 14 de octubre de 2007 fue elegido miembro de la Asamblea Nacional Constituyente del Partido Demócrata , un proyecto político en el que participó personalmente desde su primera concepción, y fue miembro de la comisión que redactó el Manifiesto de Valores .
- Datos: Q546288
- Multimedia: Claudio Burlando / Q546288